# Amtsbezirk Szabienen
Der Amtsbezirk Szabienen war ein preußischer Amtsbezirk im Kreis Darkehmen (Regierungsbezirk Gumbinnen) in der Provinz Ostpreußen, der am 6. Mai 1874 gegründet wurde. 
Von 1874 bis 1945 war Klein Szabienen Verwaltungssitz des Amtsbezirks Szabienen. Zu ihm gehörten zehn Landgemeinden und ein Gutsbezirk, von denen heute fünf auf polnischem und sechs auf russischem Staatsgebiet liegen.
| Name (bis 1938)                             | Name (1938–1945) | heutiger Name/Staat | Bemerkungen                                     |
| ------------------------------------------- | ---------------- | ------------------- | ----------------------------------------------- |
| Landgemeinden:                              |                  |                     |                                                 |
| Adamischken                                 | Adamischken      | Antonowka/RUS       | 1928 in die Landgemeinde Jodszinn eingegliedert |
| Antmeschken                                 | Meßken           | Antomieszki/PL      |                                                 |
| Brassen                                     | Brassen          | Brjusowo/RUS        |                                                 |
| Christiankehmen                             | Christiankehmen  | Maiskoje/RUS        |                                                 |
| Groß Szabienen ab 1931: Groß Schabienen     | Großlautersee    | –/PL                |                                                 |
| Jodszinn ab 1936: Jodschinn                 | Sausreppen       | Tschistopolje/RUS   |                                                 |
| Klein Szabienen ab 1931: Klein Schabienen   | Kleinlautersee   | Żabin/PL            |                                                 |
| Königlich Szabienen ab 1931: Alt Schabienen | Altlautersee     | Stary Żabin/PL      |                                                 |
| Stumbrakehmen                               | Ursfelde         | Saretschje/RUS      |                                                 |
| Uszblenken ab 1936: Uschblenken             | Blinkersee       | –/PL                |                                                 |
| Gutsbezirk:                                 |                  |                     |                                                 |
| Gotthardsthal                               | Gotthardsthal    | Swerewo/RUS         | 1928 in die Landgemeinde Jodszinn eingegliedert |

Am 12. Januar 1939 erhielt der Amtsbezirk Szabienen den Namen Amtsbezirk Lautersee. Am 1. Januar 1945 gehörten neun Gemeinden zum Amtsbezirk Lautersee: Altlautersee, Blinkersee, Brassen, Christiankehmen, Großlautersee, Kleinlautersee, Meßken, Sausreppen und Ursfelde.